# Comuna Kukșîn, Nijîn
Kukșîn (în ucraineană Кукшин) este o comună în raionul Nijîn, regiunea Cernihiv, Ucraina, formată din satele Kukșîn (reședința) și Zrub.

## Demografie
Componența lingvistică a comunei Kukșîn
     Ucraineană (98,01%)
     Rusă (1,9%)
     Alte limbi (0,09%)
Conform recensământului din 2001, majoritatea populației comunei Kukșîn era vorbitoare de ucraineană (98,01%), existând în minoritate și vorbitori de rusă (1,9%).